# Chevreuse
Chevreuse /ʃəˈvʀøz/ è un comune francese di 5 860 abitanti situato nel dipartimento degli Yvelines nella regione dell'Île-de-France. Da esso prende il nome la valle di Chevreuse.

## Società

### Evoluzione demografica
Abitanti censiti